# FixTelecom
FixTelecom var en teleoperatör i företagsgruppen Unofon Group Ltd. FixTelecom bedrev verksamhet i Sverige och i Norge och hade ett kundservicecenter i Málaga. I januari 2005 köptes företaget av Unofon Group, i februari samma år upphörde alla löneutbetalningar och i maj 2005 sades de anställda upp utan föregående varsel. Den 24 juni 2005 överfördes FixTelecoms kundstock till Briiz Telecom.
Företaget uppmärksammades både i Norge och Sverige för att de skickade ut räkningar till personer som ej beställt tjänster från FixTelecom. För detta kritiserades man hårt av de norska myndigheterna Forbrukerombudet, Post- og Teletilsynet och Forbrukerrådet.